# Valeriano Malfatti
Valeriano Malfatti (20. listopadu 1850 Rovereto – 19. října 1931 Rovereto) byl rakouský politik italské národnosti z Tyrolska, v závěru 19. a počátkem 20. století poslanec Říšské rady. V meziválečném období italský senátor.

## Biografie
Vystudoval polytechniku ve Stuttgartu. Byl aktivní veřejně i politicky. V letech 1886–1921 zastával funkci starosty jihotyrolského Rovereta a v letech 1883–1908 byl též poslancem Tyrolského zemského sněmu.
V 80. letech 19. století se zapojil i do celostátní politiky. Ve volbách do Říšské rady roku 1885 získal mandát v Říšské radě (celostátní zákonodárný sbor) za velkostatkářskou kurii, obvod Tyrolsko, druhý voličský sbor. Obhájil mandát ve volbách do Říšské rady roku 1891, nyní za kurii městskou a obchodních a živnostenských komor, obvod Rovereto, Mori atd. Slib složil 13. dubna 1891. Za týž obvod uspěl i ve volbách do Říšské rady roku 1897 a volbách do Říšské rady roku 1901. Uspěl i ve volbách do Říšské rady roku 1907, konaných poprvé podle všeobecného a rovného volebního práva, nyní za obvod Tyrolsko 7. Mandát zde obhájil ve volbách do Říšské rady roku 1911. Během XXI. zasedání Poslanecké sněmovny Říšské rady byl zvolen 23. října 1913 za místopředsedu sněmovny místo Enrica Conciho. Profesně byl k roku 1897 uváděn jako statkář.
Po volbách do Říšské rady roku 1885 se uvádí jako člen Coroniniho klubu, oficiálně nazývaného Klub liberálního středu, který byl orientován vstřícněji k vládě Eduarda Taaffeho. Je zachycen na fotografii, publikované v květnu 1906 (ovšem pořízené cca v roce 1904), mezi 18 členy poslaneckého klubu Italské sjednocení (Italienische Vereinigung) na Říšské radě. Po volbách v roce 1907 usedl do parlamentní frakce Klub liberálních Italů.
Během první světové války byl dočasně internován v Linci pro své politické iredentistické názory. Později byl propuštěn. Po válce pracoval jako vedoucí mise pro civilní záležitosti při italské ambasádě ve Vídni. Zakládal spolek Dante Alighieri ve Vídni a byl jeho předsedou. V roce 1920 se stal italským senátorem.